# Úhřetická Lhota
Úhřetická Lhota (en allemand : Lhota-Aurschetitz) est une commune du district de Pardubice dans la région de Pardubice en Tchéquie. Sa population s'élevait à 334 habitants en 2024.

## Géographie
Úhřetická Lhota se trouve à 9 km au sud-est de Pardubice, à 25 km au sud-sud-est de Hradec Králové et à 104 km à l'est de Prague.
La commune est limitée par Pardubice au nord, par Kostěnice à l'est, par Dvakačovice au sud-est, par Úhřetice au sud-ouest et à l'ouest.

## Histoire
La première mention écrite de la localité date de 1340.

## Transports
Par la route, Úhřetická Lhota se trouve à 9 km de Chrudim, à 9,5 km de Pardubice et à 130 km de Prague. 